# Lycianthes macrodon
Lycianthes macrodon là loài thực vật có hoa trong họ Cà. Loài này được (Wall. ex Nees) Bitter mô tả khoa học đầu tiên năm 1919.